# Acroyoga

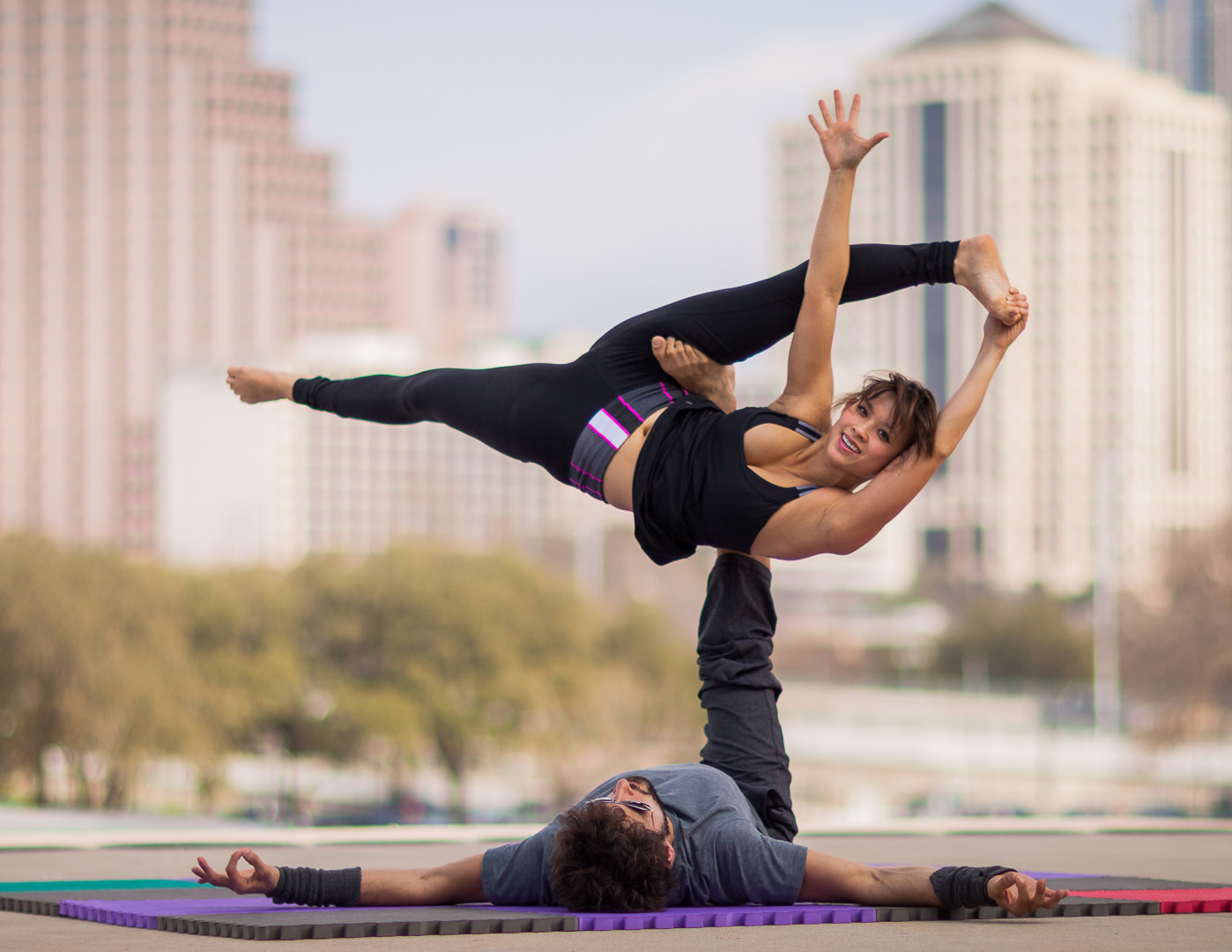
Een acroyogapose

Acroyoga is een combinatie van yoga en acrobatiek. Het verschil met andere yogaoefeningen is dat één van de deelnemers wordt opgetild. Acroyoga werd voor het eerst toegepast in 1938 door de yogi Tirumalai Krishnamacharya. Naast een lichamelijke oefening gericht op kracht, balans en flexibiliteit is het ook een oefening in samenwerking en het opbouwen van vertrouwen.
Gewoonlijk zijn er bij een oefening drie personen betrokken:
- De basis: Deze persoon ligt op de grond en tilt de vlieger op.
- De vlieger: Deze wordt opgetild.
- De spotter: De persoon ondersteund bij het opbouwen van de pose, bij het beëindigen en om onverwachte valpartijen te voorkomen.